# Пиетро Серантони
Пиетро Серантони (на италиански: Pietro Serantoni) роден на 12 декември 1906 г. във Венеция е бивш италиански футболист (полузащитник) и треньор.
Двукратен шампион на Италия с отборите на Интер и Ювентус, световен шампион с Италия през 1938 г. Приключва кариерата си в отбора на Рома през 1940 г., след което за кратко е треньор на Калчо Падуа и един сезон на Рома.

## Отличия
- Шампион на Италия: 2

Интер: 1929/30
Ювентус: 1934/35
- Световен шампион: 1

Италия: 1938